# Juliusz Stanisław Zdanowski
Juliusz Stanisław Zdanowski (ur. 23 stycznia 1892 w Warszawie, zm. wiosną 1940 w Katyniu) – major administracji Wojska Polskiego, ofiara zbrodni katyńskiej.

## Życiorys
Urodził się w rodzinie Stanisława i Lucyny z Włockich. Do 1905 uczył się w rosyjskich szkołach, ale za udział w strajku szkolnym został z nich usunięty. Umieszczono go w polskim Gimnazjum Świecimskiego, a później w Warszawie w Gimnazjum im. Adama Mickiewicza do którego uczęszczał w latach 1908–1913. W ostatnim czynnie działał w pracach Koła Szkolnego Organizacji Młodzieży Niepodległościowej. W 1912 wspólnie z kolegami zawiązał organizację „Strzelca”, w której działał również w Paryżu, gdzie w latach 1913–1917 studiował malarstwo.
8 sierpnia 1917 po otrzymaniu informacji, że we Francji tworzona jest Armia Polska postanowił do niej wstąpić. Odbywał szkolenia w Szkole Podchorążych Piechoty od października 1917, a od stycznia 1918 w Szkole Podoficerów Artylerii i od marca tegoż roku kurs ogniowy. 15 lipca 1918 ukończył szkolenie i jako podchorąży instruktor odbywał służbę w jednym z ośrodków artylerii. Przeniesiony w październiku 1918 do 1 pułku artylerii polowej w którym pełnił początkowo jako podchorąży obowiązki młodszego oficera 8. baterii, a od 24 grudnia 1918 w stopniu podporucznika.

 
Razem z 1 pap 24 kwietnia 1919 powrócił do Polski, a we wrześniu został przeniesiony do 13 pułku artylerii polowej w którym wyznaczono go instruktorem kursu podoficerów artylerii. W Toruniu w 1920 uczestniczył w kursie dowódców baterii, a po jego zakończeniu wyjechał na front. Wyróżnił się 6 lipca 1920 podczas walk nad Słuczą, 18 lipca 1920 podczas wycofywania się z linii Nowosiółki–Gołogóry XXVI Brygady Piechoty, od 4 do 12 sierpnia 1920 w rejonie Woli Seredyńce i ponownie pod Nowosiółkami. Za swoją postawę i odwagę czterokrotnie odznaczono go Krzyżem Walecznych. 31 sierpnia 1920 walcząc pod Zbarażem był kontuzjowany oraz ranny pod Komorowem. Powrócił ze szpitala i w listopadzie objął stanowisko wykładowcy i instruktora w szkole podoficerskiej 13 pap, a 9 czerwca 1921 wyznaczony w pułku na stanowisko adiutanta. Przełożeni w opinii z listopada 1921 napisali o nim: 

„Nadzwyczaj ambitny, obowiązkowy, odważny. Dla idei i dla kwestii narodowej poświęcił co miał najcenniejszego – sztukę malowania. Do podwładnych podchodził wojskowo, lecz bez sentymentu, o żołnierza dba by móc wymagać… Fizycznie subtelny, lecz chętny o żelaznej woli, nadzwyczaj wytrzymały. Elegancki – zgrabny. O wrodzonej i rozwiniętej przez sztukę – inteligencji… Dzięki wiekowi i kulturze podołałby chyba na każdym stanowisku idealnie”.

Od listopada 1921 do 1928 służył w Departamencie III Ministerstwa Spraw Wojskowych na stanowisku referenta, a później został kierownikiem referatu. 26 stycznia 1922 awansowany na stopień porucznika, a 3 maja 1922 został zweryfikowany w stopniu porucznika ze starszeństwem z dniem 1 czerwca 1919 i 532. lokatą w korpusie oficerów artylerii. 17 grudnia 1924 otrzymał awans na kapitana ze starszeństwem z dniem 15 sierpnia 1924 i 138. lokatą w korpusie oficerów artylerii. Powrócił do linii w 1928 i został przydzielony do 12 dywizjonu artylerii konnej, który stacjonował w Ostrołęce na stanowisko oficera do spraw materiałowych, oficera zwiadowczego oraz dowódcy baterii. W Toruniu w 1931 w Szkole Strzelań Artylerii był na półrocznym kursie doskonalenia oficerów, a po zakończeniu odbył staż w stacjonującym w Ostrołęce 5 pułku ułanów, a po nim powrócił do 12 dak.
1 grudnia 1932 został z dywizjonu odkomenderowany do Muzeum Wojska Polskiego w Warszawie, w którym był przez rok, a podczas pobytu złożył egzamin dojrzałości dla eksternów typu matematyczno-przyrodniczym. Powrócił do 12 dak i postarał się o przydział do Warszawy, w której na Uniwersytecie Warszawskim na Wydziale Historycznym rozpoczął studia. 24 września 1934 został przeniesiony do Państwowego Urzędu Wychowania Fizycznego i Przysposobienia Wojskowego na stanowisko referenta, a później kierownika referatu.

Dyrektor PUWFiPW gen. bryg. Józef Olszyna-Wilczyński w opinii z 23 listopada 1936 pisał między innymi: 

„Na obecnym stanowisku [Kierownik referatu - J.K.] bez zastrzeżeń - wybitny... Dominuje u niego kierunek wyszkoleniowy (zakres naukowy i organizacyjny). Najkorzystniejsze i najodpowiedniejsze dla dobra służby użycie tego oficera jest: funkcja sztabowca na równi z oficerami dyplomowanymi lub funkcja w Wojskowym Biurze Historycznym”.

 Szef wydziału PUWFiPW w opinii z 30 listopada 1938 pisał:

…..B. dobry kierownik i dowódca w całym tego słowa znaczeniu. Wielką szkodą jest przeniesienie go do administracji, gdy tymczasem jest typem oficera, który może wychowywać młodych dowódców, typem najlepszego oficera w każdym calu, dzięki walorom wewnętrznym i zewnętrznym. Fizycznie dobry. Nie awansowanie go na majora jest stratą dla wojska...”.

 Służąc w Warszawie mieszkał przy ulicy Karłowicza 17. Na stopień majora został mianowany ze starszeństwem z 19 marca 1939 i 15. lokatą w korpusie oficerów administracji, grupa administracyjna. W tym samym czasie zajmował stanowisko kierownika referatu do spraw specjalnych w Wydziale Ogólno-Organizacyjnym PUWFiPW.
Jego dalsze losy nie są znane. Prawdopodobnie brał udział w działaniach wojennych 1939 i w nie znanych okolicznościach dostał się do niewoli sowieckiej. Jego nazwisko figuruje na liście jeńców wojennych, których NKWD ZSRR przekazało do dyspozycji NKWD w Smoleńsku (pismo nr 052/3 z 27 kwietnia 1940, pozycja 21, teczka personalna nr 1885). Z Kozielska został wywieziony transportem XVIII (z 29 kwietnia 1940) do Lasu Katyńskiego i tam zamordowany.
Pozostawił żonę Zofię Cecylię z domu Chmielnicka oraz córkę.

## Ordery i odznaczenia
- Krzyż Niepodległości (2 sierpnia 1931)[12][13]
- Krzyż Kawalerski Orderu Odrodzenia Polski (10 listopada 1927)[14][9]
- Krzyż Walecznych (czterokrotnie)[15]
- Srebrny Krzyż Zasługi[2]
- Medal Pamiątkowy za Wojnę 1918–1921[2]
- Medal Dziesięciolecia Odzyskanej Niepodległości[2]
- Medal Pamiątkowy Wielkiej Wojny (Francja)[15]
- Medal Izery (Belgia)[15]